# Chlorophorus gaudens
Chlorophorus gaudens är en skalbaggsart som beskrevs av Holzschuh 1992. Chlorophorus gaudens ingår i släktet Chlorophorus och familjen långhorningar. Inga underarter finns listade i Catalogue of Life.